# Alberto Berguer Sández
Alberto Berguer Sández (La Coruña, 21 de noviembre de 1944 - ) es médico cirujano español. Presidente de la Organización Médica Colegial de España entre 1988 y 1990.

## Biografía
Cursó sus estudios de Medicina en la Facultad de Santiago de Compostela entre 1963-69, donde también obtiene el Grado de Licenciado. Se traslada a Madrid donde hace sus especialidades de estomatología, cirugía plástica y cirugía maxilofacial, esta última a la que se dedicará con preferencia. Además de sus dos doctorados en Medicina y Estomatología, en la Universidad Complutense de Madrid, es profesor de Cirugía desde el año 1975 hasta jubilación en 2014. Comenzó su vida profesional como médico residente en el Hospital Universitario La Paz, pasando a ser adjunto y jefe de sección en el Hospital 12 de Octubre y jefe de servicio en los hospitales Central de la Cruz Roja, Hospital de Getafe y Clínico San Carlos, en este último desde 1991 hasta su jubilación en noviembre de 2014.
En gestión sanitaria se formó en la Escuela de Gerencia de Hospitales del Ministerio de Sanidad, donde se hizo diplomado en Dirección y titulado en Gerencia de hospitales. Continuó como profesor de dicho centro durante dos años 1981-83). Dicha formación fue completándola en la sucesivo con otros cursos oficiales. Fue Secretario General de la Sociedad de Directores y Gerentes de Hospitales (1981-84).
Pertenece a varias sociedades científicas ( Cirugía Plástica, Estomatología, Cirugía de Cabeza y Cuello, Oncología,etc), habiendo sido Presidente de la de Cirugía Oral y Maxilofacial (1997-99), también fue presidente de la Comisión de esta especialidad (1986-90), y miembro de la Sección Monoespecializada de Estomatología y Cirugía Maxilofacial de la UEMS (1986-90). 
En la OMC fue Vocal Nacional de Médicos de Hospitales (1982), Vicepresidente del Consejo General de Colegios de Médicos (1986), y Presidente de la Organización Médica Colegial de España entre 1988 y 1990. También fue Presidente del Comité Permanente de las Organizaciones Médicas Europeas (CPME/UE), por elección de la OMC en Berlín, en el período 1989-91.

Fue miembro del Comité Consultivo para la Formación Médica de la UE (1987-93). Evaluador del FISS desde 1990, y del ANEP desde 2003. Dirigió varias tesis doctorales; y participó en varios proyectos de investigación públicos y privados.

## Publicaciones
Ha publicado libros, monografías, capítulos de libros y más de cien artículos en revistas nacionales y extranjeras. Ha participado en congresos, conferencias, mesas redondas, simposios y cursos activamente con más de trescientas exposiciones. 
- Berguer Sández A. Tumoraciones del suelo de la boca: tratamiento quirúrgico (Tesis doctoral). Madrid: Universidad Complutense; 1978.[4]
- Berguer Sández A. Fijación rígida en cirugía ortognática. Clínica Berguer; 1995. ISBN 978-84-605-3064-0
- Sánchez-Cuellar A, de Pedro M, Martín-Granizo R, Berguer A. Castleman disease (giant lymph node hyperplasia) in the maxillofacial region: a report of 3 cases. J Oral Maxillofac Surg. 2001; 59(2):228-31.
- Martín-Granizo López R, Ortega L, González Corchón MA, Berguer Sández A. Fibroma ameloblástico mandibular. Presentación de dos casos. Medicina Oral. 2003; 8:150-3.

Dirigió la revista Centro Médico, fue colaborador habitual de los periódicos La Voz de Galicia, y Diario 16, dirigió un programa en Radio Voz “cortar por lo sano” y fue columnista de la revista Dinero y Salud. En la actualidad colabora en opinión en Economía Digital de Galicia.

## Distinciones
- Medalla de Plata de la Organización Médica Colegial.
- Medalla de Oro de la Organización Médica Colegial
- Medalla de plata del Colegio Oficial de Médicos de La Coruña.
- Caballero de la Orden del Monasterio de Yuste.<
- Cofrade de la Orden de la Vieira
- Madrigallego de Oro a la Medicina, 2017.